# Vingard
Vingard (deutsch Weingartskirchen, ungarisch Vingárd) ist ein rumänisches Dorf im Kreis Alba in der Region Siebenbürgen. Es ist Teil der Gemeinde Șpring.
Der Ort ist auch unter der deutschen Bezeichnung Weingarten und Weingardskirchen bekannt.

## Lage

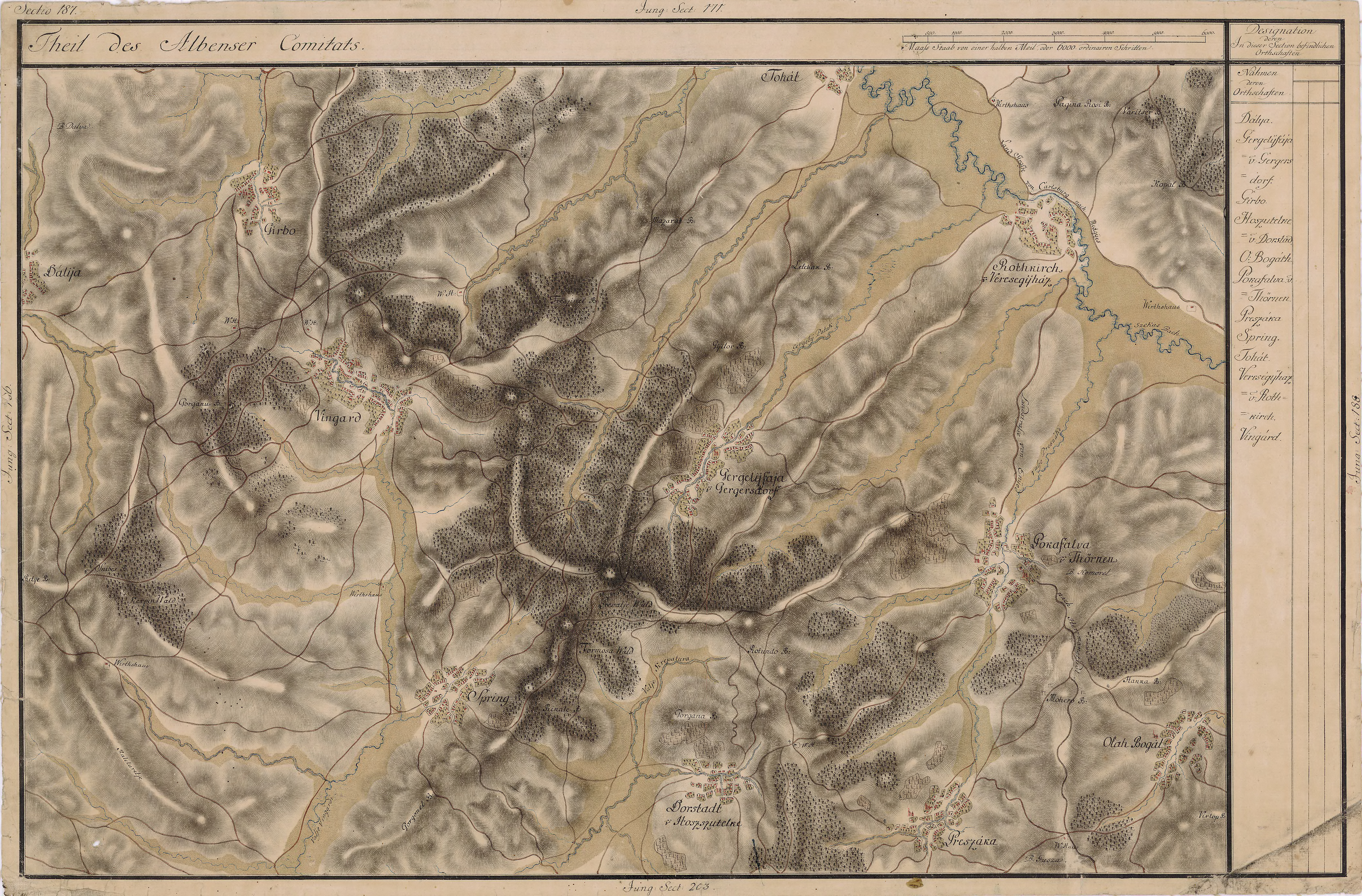
Vingard (Weingartskirchen), in der Josephinischen Landaufnahme von 1769 bis 1773.

Vingard liegt im Zekesch-Hochland (Podișul Secașelor) im Südosten des Kreises Alba. An der Kreisstraße (Drum județean) 106I liegt das Dorf 5 Kilometer nordwestlich vom Gemeindesitz Șpring und etwa 30 Kilometer (15 km Luftlinie) südöstlich von der Kreishauptstadt Alba Iulia entfernt.

## Geschichte
Von Siebenbürger Sachsen gegründet, wurde der Ort 1309 erstmals urkundlich erwähnt und war ein Hörigendorf im Weißenburger Komitat. 
Folgende Ortsbezeichnungen lassen sich urkundlich nachweisen:
- 1309 Wyngartkyrchen
- um 1335 Wyngartkyr
- 1345 Guga alio nomine Vegherskyr
- 1345 Chybar nune alio nomine Vengartkerch
- 1380 Wingarth
- 1411 Wingradkirg
- 1427 Vengarth alio nomine Chybay
- 1503 Wingertczkyrch
- 1507 Weingartskirchen
- 1528 Vengerth Kirch

Die slawisch klingende Bezeichnung Guga oder Chybar ist wahrscheinlich der ältere Name. Ohne Zusammenhang mit ihm hat sich der deutsche Name entwickelt. Er besteht aus „Weingarten“ und der Genitivendung „s“  und „Kirche“. Rumänisch und Ungarisch wird Weingartskirchen „Vingard“ bzw. „Vingárd“ genannt.

## Bevölkerung
Die Bevölkerung des Dorfes entwickelte sich wie folgt:
| 1850 | 1.694 | 1.017 | 97  | 445 | 135           |
| 1900 | 2.145 | 1.201 | 130 | 697 | 117           |
| 1930 | 2.136 | 1.245 | 36  | 734 | 121           |
| 1966 | 1.399 | 889   | 4   | 477 | 29            |
| 1992 | 696   | 487   | -   | 164 | 45            |
| 2002 | 612   | 520   | -   | 21  | 71            |
| 2011 | 589   | 476   | 2   | 10  | 101 (61 Roma) |

Die höchste Einwohnerzahl des heutigen Dorfes – und gleichzeitig die der Ungarn – wurde 1900, die der Deutschen 1930 und die der Roma 1850 ermittelt. Nach 1989 – seit der Massenauswanderung der Siebenbürger Sachsen – leben auch in Vingard fast durchweg Rumänen und Roma.

## Sehenswürdigkeiten
- Die turmlose, in gotischem Stil 1461 errichtete evangelische Saalkirche, eine ehemalige Patronatskirche, im 18. Jahrhundert umgebaut und nach einigen Schäden 1954 vollständig renoviert,[5] steht unter Denkmalschutz.[6] An der Kirche sind wertvolle Steinmetzarbeiten angebracht, darunter das Wappen des Stifters Johannes Geréb von Weingartskirchen,[7] das Wappen der Familie Szilagy (eine Gämse oder Steinbock), das Wappen des Fürsten Johann Zápolya (ein Wolf mit aufgesetzter Krone), eine mehrblättrige Rose und andere Steinmetzzeichen. In der Kirche befinden sich Grabsteine von adligen Familien.[5]
- Die rumänisch-orthodoxen Holzkirche Cuvioasa Paraschiva, im 18. Jahrhundert errichtet, wurde bei einem Brand am 11. Mai 2009 zerstört und ist eine Ruine.[8]